# Курилы (статья)
«Курилы» — статья Александра Полонского, опубликованная в «Записках Императорского Русского географического общества» в 1871 году.

## Структура работы
«Курилы» не содержат вступления или заключения, текст не подразделяется на главы или параграфы. Исследователь работы В. О. Шубин выделяет в ней следующий смысловые разделы:
1. Общая характеристика Курильских островов;
2. Сведения об открытии и начале освоения Курильских островов;
3. Описание экспедиции Никиты Чикина и Ивана Чёрного (1765—1769 годы);
4. Описание экспедиции И. М. Антипина и Д. Я. Шабалина;
5. Описание миссии Адама Лаксмана;
6. Краткое описание событий, имевших отношение к Курильским островам в начале XIX века (Первое русское кругосветное плавание, посольство в Японию Николая Резанова, деятельность Николая Хвостова и Гавриила Давыдова, пленение Василия Головнина)[2].

## Историческое значение
Данный труд, как указывает В. О. Шубин, «в руках многих современных историков-„патриотов“ стал одним из орудий фальсификации исторического процесса». По его словам, «можно привести десятки примеров, когда при цитировании А. С. Полонского „обрубались“ фрагменты текста, и вся информация о японских поселениях на Итурупе и Кунашире в XVIII—XIX вв., о формировании естественной границы между Россией и Японией по проливу Фриза, как и многие другие факты, свидетельствующие не в пользу советских концепций о приоритете России в открытии и освоении Курильских островов, оставалась за рамками современных исследований».

## Публикации
- Полонский А. С. Курилы // Записки Императорского Русского географического общества. По отделению этнографии / Издано под редакциею действ. члена А. И. Савельева. — СПб. : Типография Майхова, 1871. — Т. IV. — С. 367—576.
- Полонский А. С. Курилы / Подготовка к печати В. О. Шубина и Н. Ф. Грызуновой. Вступительная статья и примечания В. О. Шубина // Краеведческий бюллетень : журн. / Гл. ред. М. С. Высоков. — 1994. — Вып. 3. — С. 3—86.
- Полонский А. С. Курилы / Примечания В. О. Шубина. Окончание // Краеведческий бюллетень : журн. / Гл. ред. М. С. Высоков. — 1994. — Вып. 4. — С. 3—105.